# Línea 5 (Comodoro Rivadavia)
La línea 5 es una línea de colectivos urbana de Comodoro Rivadavia, bajo concesión de la empresa Transporte Patagonia Argentina desde 2007 que une el B° Abel Amaya con el B° 30 de Octubre, Pueyrredón, Roca, José Fuchs, 13 de Diciembre, 9 de Julio, Centro y viceversa. El boleto cuesta $16,50 el general y $0,00 para los jubilados, discapacitados, policías y estudiantes. Funciona desde las 05:00 hasta las 00:00. Posee una longitud de 16,9 km.

## Cuadro Tarifario
| Boleto                      | Tarifa    |
| --------------------------- | --------- |
| Primera sección (Urbano)    | $43       |
| Segunda sección (Suburbano) | $43       |
| Tercera sección (Diadema)   | No aplica |
| Cuarta sección (Rada Tilly) | No aplica |
| Estudiante                  | $11       |
| Jubilado                    | $11       |
| Discapacitado               | $0.00     |
| Policía del Chubut          | $0.00     |

En el caso de los boletos de estudiante y jubilado reciben un subsidio de la municipalidad de Comodoro Rivadavia que les cubre un 50% del valor del boleto en 2 pasajes díarios, mientras que el restante 50% lo proporciona el gobierno de Chubut a través del TEG Chubut.

## Recorrido

### 5: 30 de Octubre - Centro
| 5          | Primer servicio A: Centro | Primer servicio A: Abel Amaya | Último servicio A: Centro | Último servicio A: Abel Amaya |
| Laborables | 05:00                     | 05:30                         | 23:30                     | 00:00                         |
| Sábados    | 05:00                     | 05:30                         | 23:30                     | 00:00                         |
| Festivos   | 05:00                     | 05:30                         | 23:30                     | 00:00                         |

| BUS2 | KBHFa |

|  | BHF |

|  | BHF |

|  | BHF |

|  | BHF |

|  | BHF |

|  | BHF |

|  | BHF |

|  | BHF |

|  | BHF |

|  | BHF |

|  | BHF |

|  | BHF |

|  | BHF |

|  | BHF |

|  | BHF |

|  | BHF |

|  | BHF |

|  | BHF |

|  | KBHFe |

|  | BHF |

|  | BHF |

|  | BHF |

|  | BHF |

|  | BHF |

|  | BHF |

|  | BHF |

|  | BHF |

|  | BHF |

|  | BHF |

|  | BHF |

|  | BHF |

|  | BHF |

|  | BHF |

|  | BHF |

|  | BHF |

|  | BHF |

|  | BHF |

|  | BHF |

|  | BHF |

|  | BHF |

|  | BHF |

|  | BHF |

|  | BHF |

|  | BHF |

| BUS2 | KBHFe |

### 5B: 30 de Octubre - Biología Marína
| BUS2 | KBHFa |

|  | BHF |

|  | BHF |

|  | BHF |

|  | BHF |

|  | BHF |

|  | BHF |

|  | BHF |

|  | BHF |

|  | BHF |

|  | BHF |

|  | BHF |

|  | BHF |

|  | BHF |

|  | BHF |

|  | BHF |

|  | BHF |

|  | BHF |

|  | BHF |

|  | BHF |

|  | BHF |

|  | BHF |

|  | BHF |

|  | BHF |

|  | BHF |

|  | BHF |

|  | BHF |

|  | KBHFe |

|  | BHF |

|  | BHF |

|  | BHF |

|  | BHF |

|  | BHF |

|  | BHF |

|  | BHF |

|  | BHF |

|  | BHF |

|  | BHF |

|  | BHF |

|  | BHF |

|  | BHF |

|  | BHF |

|  | BHF |

|  | BHF |

|  | BHF |

|  | BHF |

|  | BHF |

|  | BHF |

|  | BHF |

|  | BHF |

|  | BHF |

|  | BHF |

|  | BHF |

|  | BHF |

|  | BHF |

|  | BHF |

|  | BHF |

|  | BHF |

|  | BHF |

|  | BHF |

| BUS2 | KBHFe |

### 5D: 30 de Octubre - Dean Funes
| BUS2 | KBHFa |

|  | BHF |

|  | BHF |

|  | BHF |

|  | BHF |

|  | BHF |

|  | BHF |

|  | BHF |

|  | BHF |

|  | BHF |

|  | BHF |

|  | BHF |

|  | BHF |

|  | BHF |

|  | BHF |

|  | BHF |

|  | BHF |

|  | BHF |

|  | BHF |

|  | BHF |

|  | BHF |

|  | BHF |

|  | BHF |

|  | BHF |

|  | BHF |

|  | BHF |

|  | BHF |

|  | BHF |

|  | KBHFe |

|  | BHF |

|  | BHF |

|  | BHF |

|  | BHF |

|  | BHF |

|  | BHF |

|  | BHF |

|  | BHF |

|  | BHF |

|  | BHF |

|  | BHF |

|  | BHF |

|  | BHF |

|  | BHF |

|  | BHF |

|  | BHF |

|  | BHF |

|  | BHF |

|  | BHF |

|  | BHF |

|  | BHF |

|  | BHF |

|  | BHF |

|  | BHF |

|  | BHF |

|  | BHF |

|  | BHF |

|  | BHF |

|  | BHF |

|  | BHF |

| BUS2 | KBHFe |

### 5U: 30 de Octubre - Las Orquídeas
También llamado 5 Universidad
| 5U         | Primer servicio A: Las Orquídeas | Primer servicio A: Abel Amaya | Último servicio A: Las Orquídeas | Último servicio A: Abel Amaya |
| Laborables | 05:57                            | 06:56                         | 21:30                            | 22:29                         |
| Sábados    | 05:30                            | 06:29                         | 21:42                            | 22:41                         |
| Festivos   | 06:00                            | 06:59                         | 22:00                            | 22:59                         |

Ida: Terminal Abel Amaya, Avenida Congreso, Avenida Chile, Antonio Morán, La Razón, Avenida Roca, Avenida La Nación, Avenida Polonia, Colonos Galeses, Avenida Estados Unidos, José Gervasio Artigas, Salta, Avenida Sargento Cabral, Aristóbulo del Valle, Alvear, San Martín, Saavedra, Avenida Rivadavia, España, San Martín, Máximo Abásolo, Ruta Nacional N.º 3, Avenida del Libertador General San Martín, Los Búlgaros, Gobernador Moyano, Juan Martín de Pueyrredón, Avenida Fray Luis Beltrán, Francisco de Viedma, Petrolero San Lorenzo, Avenida Tehuelches, Jesús Garré, Avenida del Libertador General San Martín, Rotonda Universidad, Calle 1276, Avenida José Ingenieros, López de Vega, Ferrocarril Patagónico, Ferrocarril General Roca, Margarita Galetto de Abad, Reconquista, Retome por Usina Km 5, Reconquista, Calle 1641, Rotonda Presidente Raúl Alfonsín, Avenida José Ingenieros, José Cambareri, Juan García Marcet, Los Boyeros, Baldomero Terraza, Los Petroleros, Juan Zábalo, Los Sargentos, Pedro Granzón, Baldomero Terraza, Los Sargentos, Soldado Argentino, Avenida del Parque.
Vuelta: Avenida del Parque y Avenida José Ingenieros, Avenida José Ingenieros, Calle 1276, Plaza del Viento "Profesor Cabezas", Ruta Nacional N.º 3, Francisco de Viedma, Avenida Fray Luis Beltrán, José Fuchs, Marcelino Reyes, Avenida del Libertador General San Martín, Ruta Nacional N.º 3, Güemes, Avenida Rivadavia, Avenida Alsina, Sarmiento, Alem, Necochea, Ceferino Namuncurá, Fontana, Ramos Mejía, Necochea, 13 de Diciembre, Avenida Sargento Cabral, Salta, Figueroa Alcorta, Avenida Estados Unidos, Sargento Ramírez, Avenida La Nación, Avenida Chile, Aníbal Forcada, La Razón, Avenida Constituyentes, Avenida Chile, Avenida Congreso, Retome Congreso y de la Torre, Avenida Congreso, Terminal Abel Amaya.

## Galería

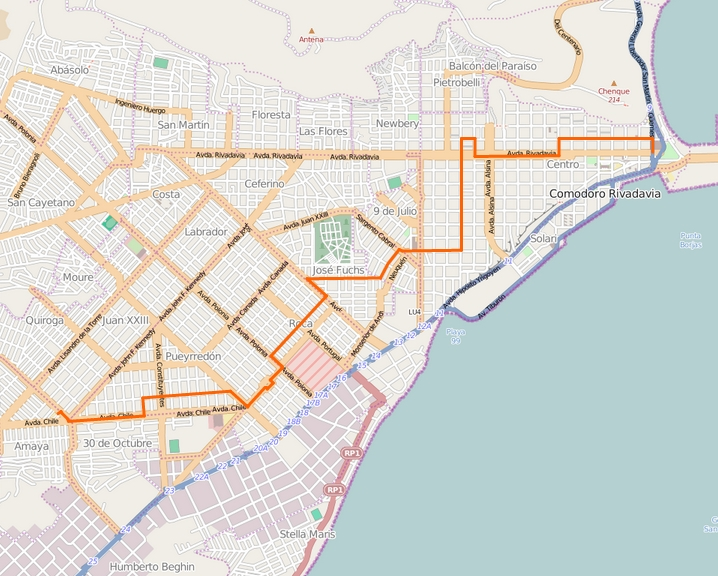
Recorrido de ida.
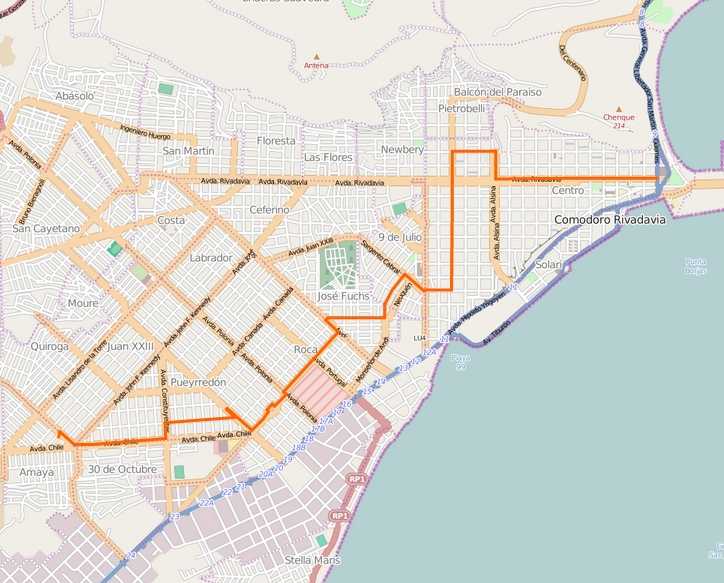
Recorrido de vuelta.